# SPTLC1
SPTLC1 (англ. Serine palmitoyltransferase long chain base subunit 1) – білок, який кодується однойменним геном, розташованим у людей на короткому плечі 9-ї хромосоми. Довжина поліпептидного ланцюга білка становить 473 амінокислот, а молекулярна маса — 52 744.
| 10         |  | 20         |  | 30         |  | 40         |  | 50         |
| ---------- |  | ---------- |  | ---------- |  | ---------- |  | ---------- |
| MATATEQWVL |  | VEMVQALYEA |  | PAYHLILEGI |  | LILWIIRLLF |  | SKTYKLQERS |
| DLTVKEKEEL |  | IEEWQPEPLV |  | PPVPKDHPAL |  | NYNIVSGPPS |  | HKTVVNGKEC |
| INFASFNFLG |  | LLDNPRVKAA |  | ALASLKKYGV |  | GTCGPRGFYG |  | TFDVHLDLED |
| RLAKFMKTEE |  | AIIYSYGFAT |  | IASAIPAYSK |  | RGDIVFVDRA |  | ACFAIQKGLQ |
| ASRSDIKLFK |  | HNDMADLERL |  | LKEQEIEDQK |  | NPRKARVTRR |  | FIVVEGLYMN |
| TGTICPLPEL |  | VKLKYKYKAR |  | IFLEESLSFG |  | VLGEHGRGVT |  | EHYGINIDDI |
| DLISANMENA |  | LASIGGFCCG |  | RSFVIDHQRL |  | SGQGYCFSAS |  | LPPLLAAAAI |
| EALNIMEENP |  | GIFAVLKEKC |  | GQIHKALQGI |  | SGLKVVGESL |  | SPAFHLQLEE |
| STGSREQDVR |  | LLQEIVDQCM |  | NRSIALTQAR |  | YLEKEEKCLP |  | PPSIRVVVTV |
| EQTEEELERA |  | ASTIKEVAQA |  | VLL        |  |            |  |            |

A: Аланін

C: Цистеїн

D: Аспарагінова кислота

E: Глутамінова кислота

F: Фенілаланін

G: Гліцин

H: Гістидин

I: Ізолейцин

K: Лізин

L: Лейцин

M: Метіонін

N: Аспарагін

P: Пролін

Q: Глутамін

R: Аргінін

S: Серин

T: Треонін

V: Валін

W: Триптофан

Кодований геном білок за функціями належить до трансфераз, ацилтрансфераз, фосфопротеїнів. 
Задіяний у таких біологічних процесах, як метаболізм ліпідів, альтернативний сплайсинг. 
Білок має сайт для зв'язування з піридоксаль-фосфатом. 
Локалізований у мембрані, ендоплазматичному ретикулумі.